# Stuorrafälis
Stuorrafälis är en kulle i Finland. Den ligger i Utsjoki kommun i landskapet Lappland, i den norra delen av landet, 1 000 km norr om huvudstaden Helsingfors. Toppen på Stuorrafälis är 313 meter över havet.
Terrängen runt Stuorrafälis är huvudsakligen platt, men västerut är den kuperad.  Trakten runt Stuorrafälis är nära nog obefolkad, med mindre än två invånare per kvadratkilometer. Det finns inga samhällen i närheten. Omgivningarna runt Stuorrafälis är i huvudsak ett öppet busklandskap.